# 广允缅寺
广允缅寺位于临沧市沧源佤族自治县勐董镇网鹅村，为南传上座部佛教庙宇。大殿建于清代，由重檐亭阁与回廊殿堂组合。亭阁为过殿，檐下施斗栱，两重檐之间转角处加建两重假檐，使阁两侧如五重檐。佛殿通面阔13.5米，通进深23.2米，平面呈纵向布局；穿斗式构架，三重檐歇山顶；梁枋皆木雕彩绘。殿内壁画十幅，其内容为佛本生故事及土司出巡。

## 图集

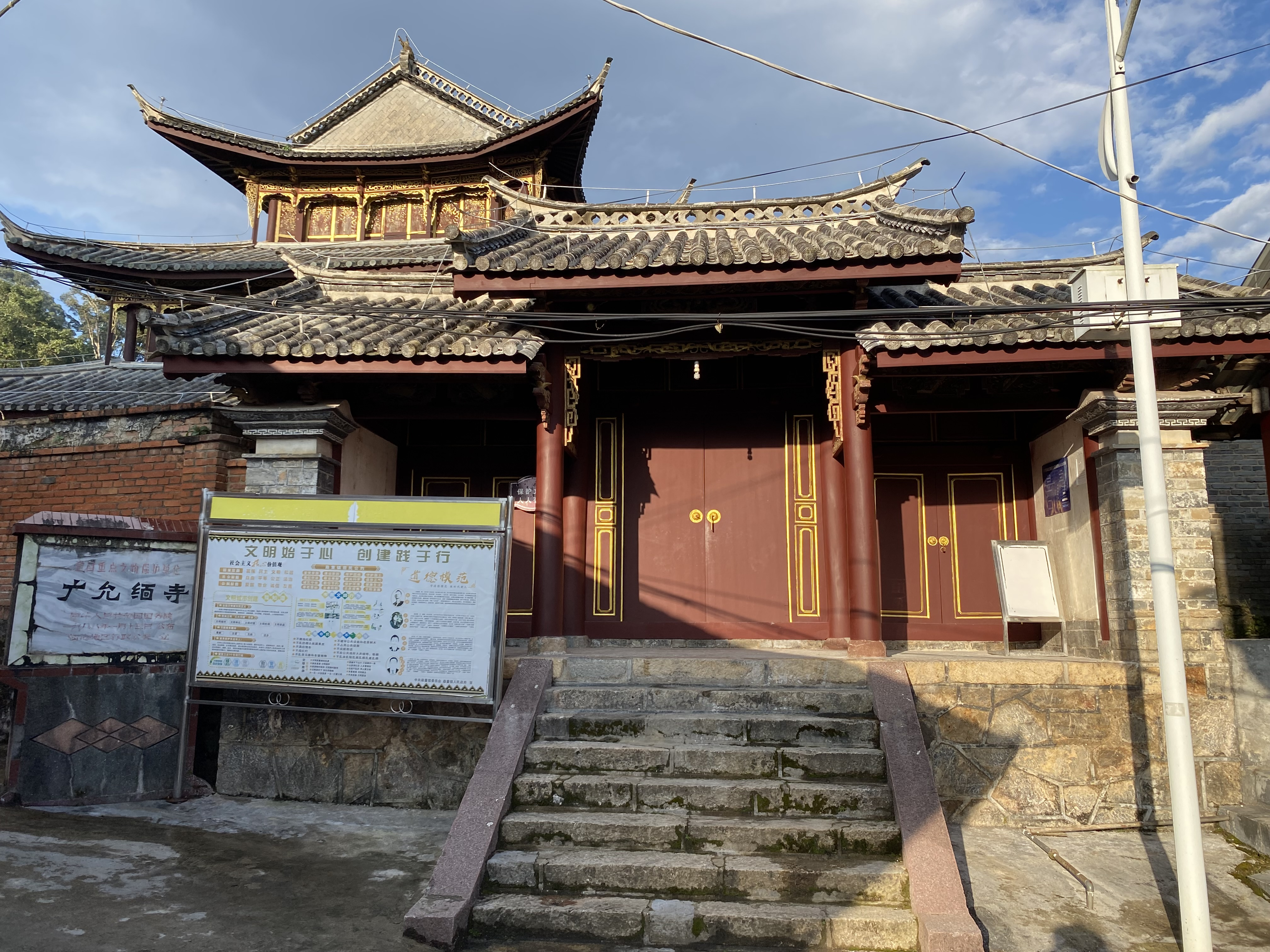
南大门
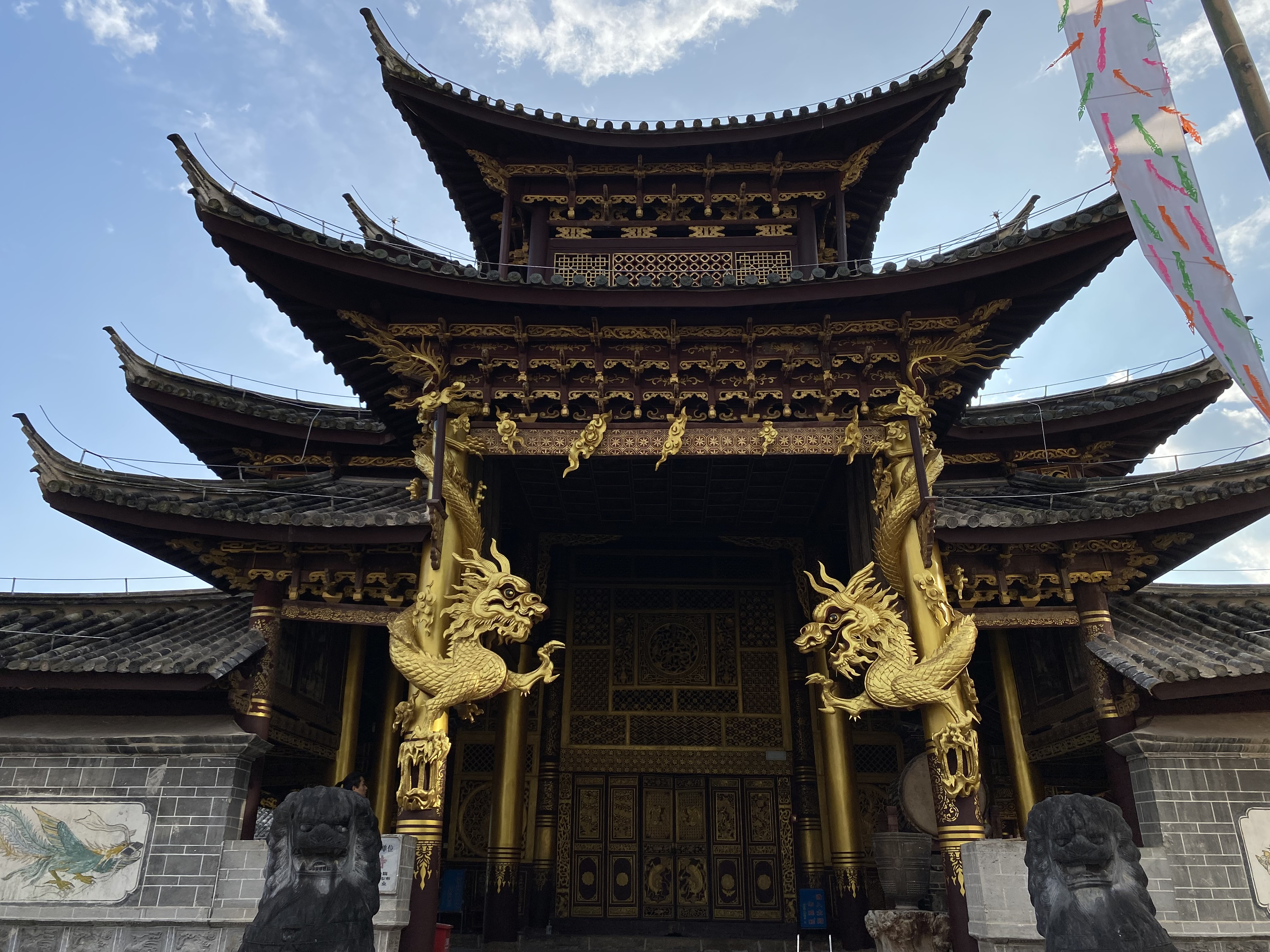
主殿正面
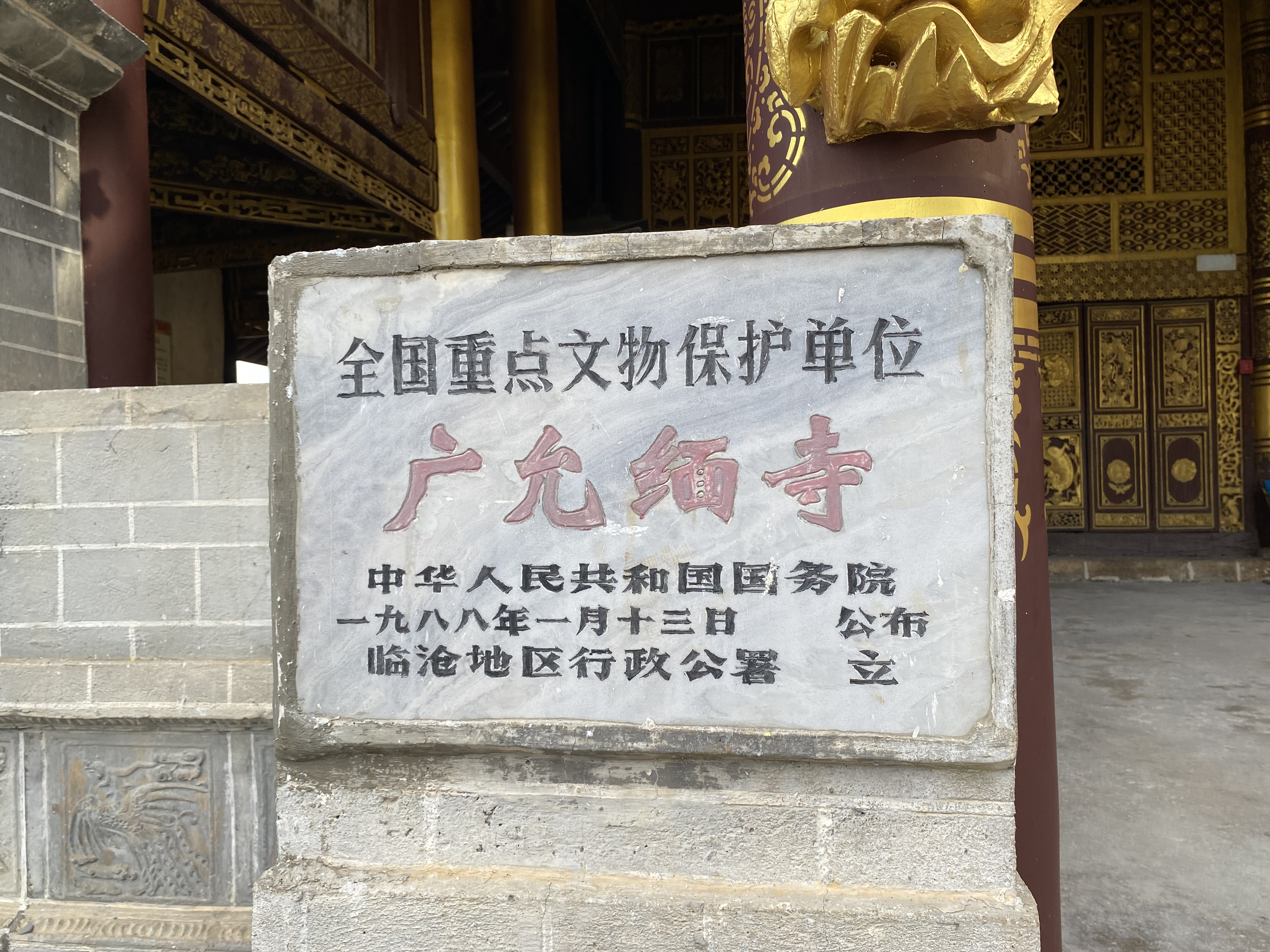
文保碑
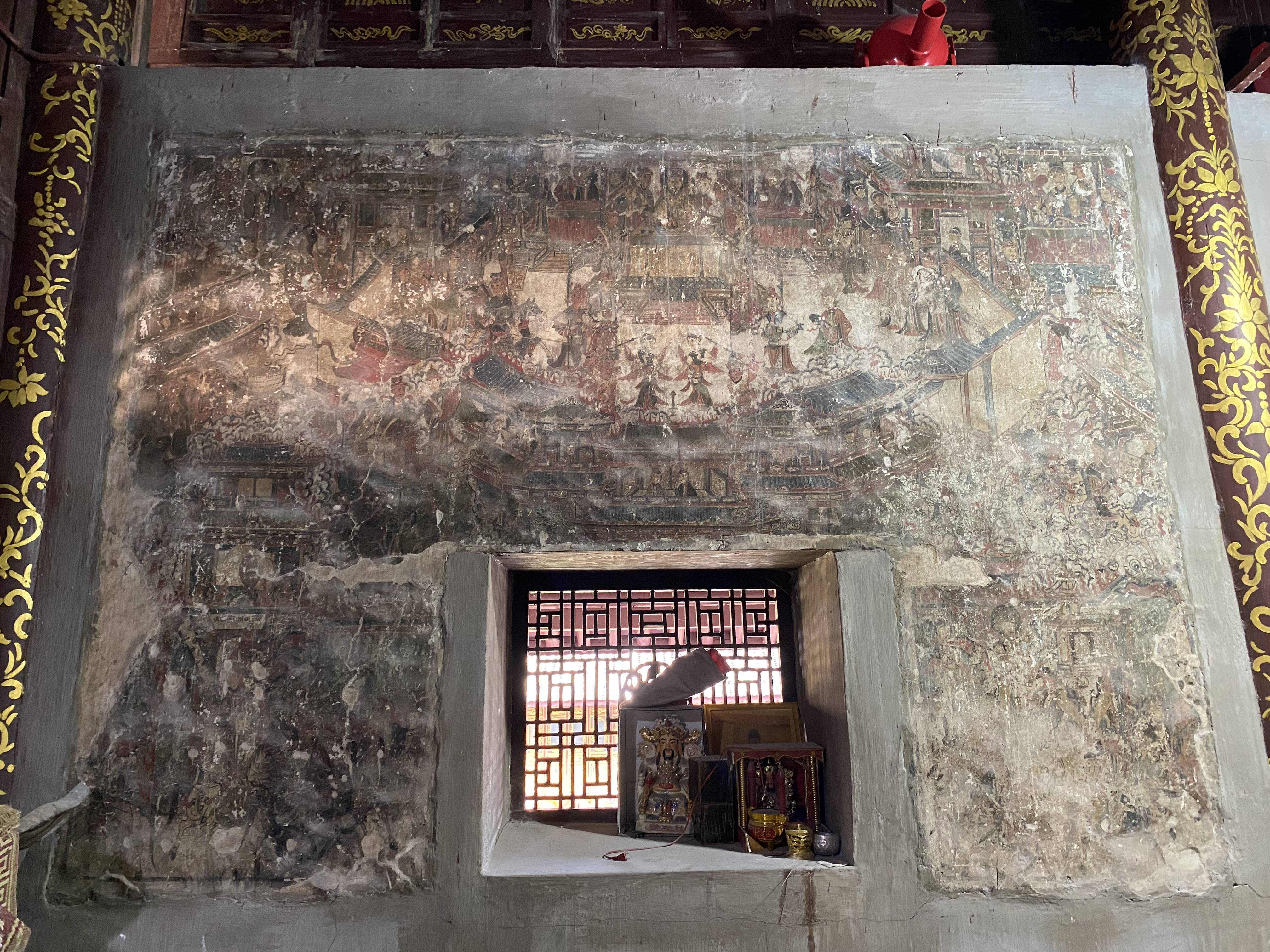
壁画
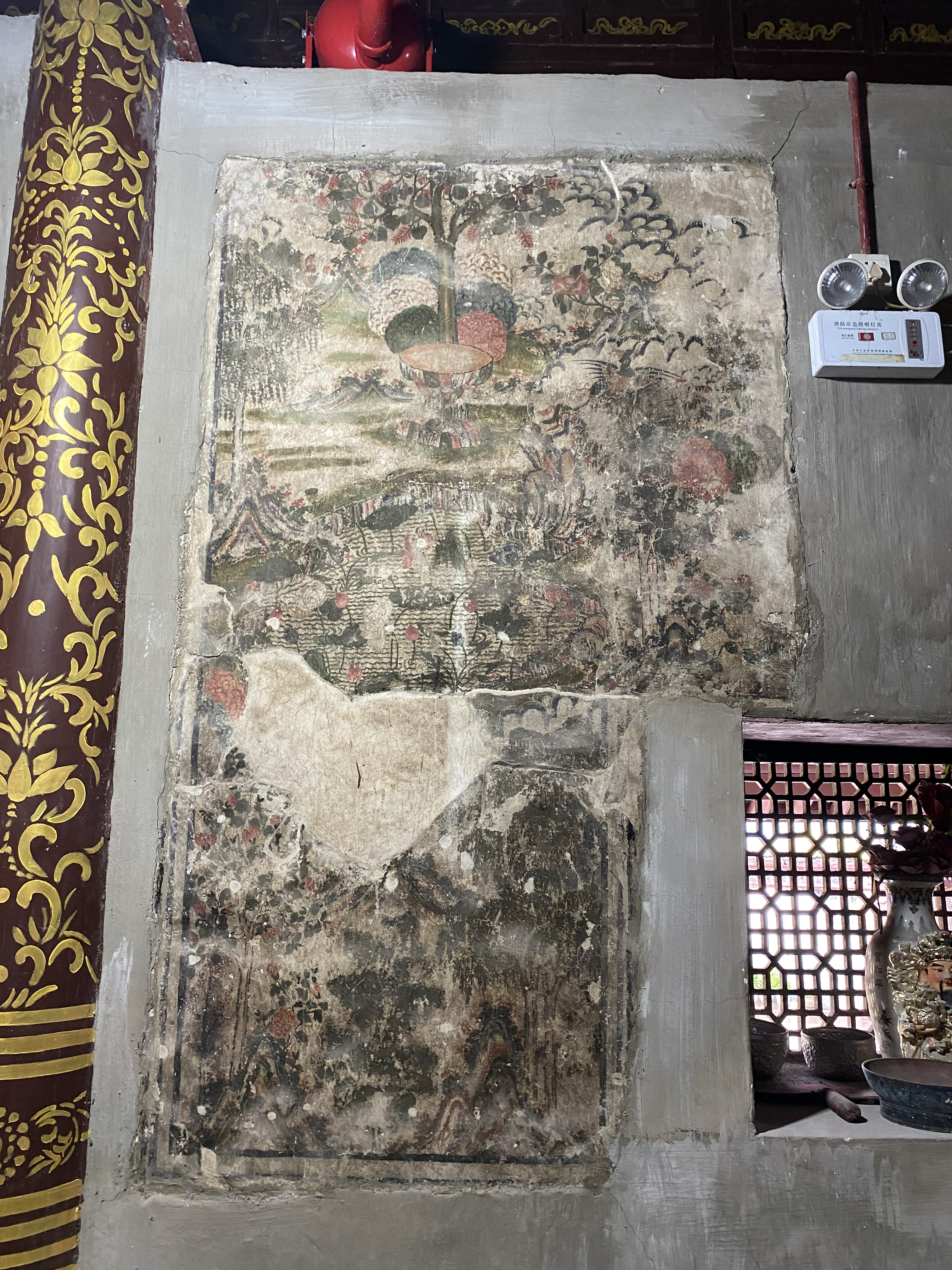
壁画
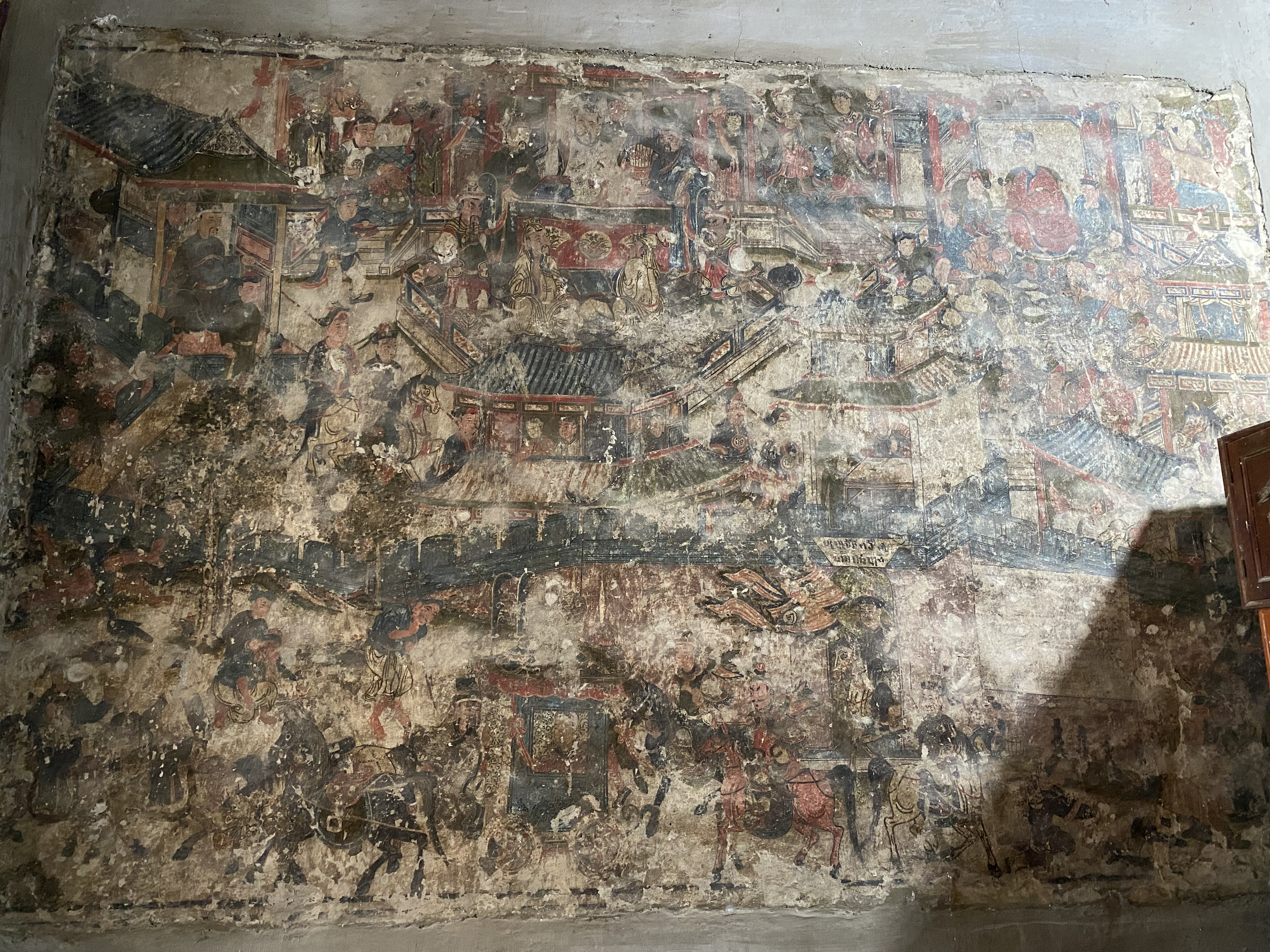
壁画
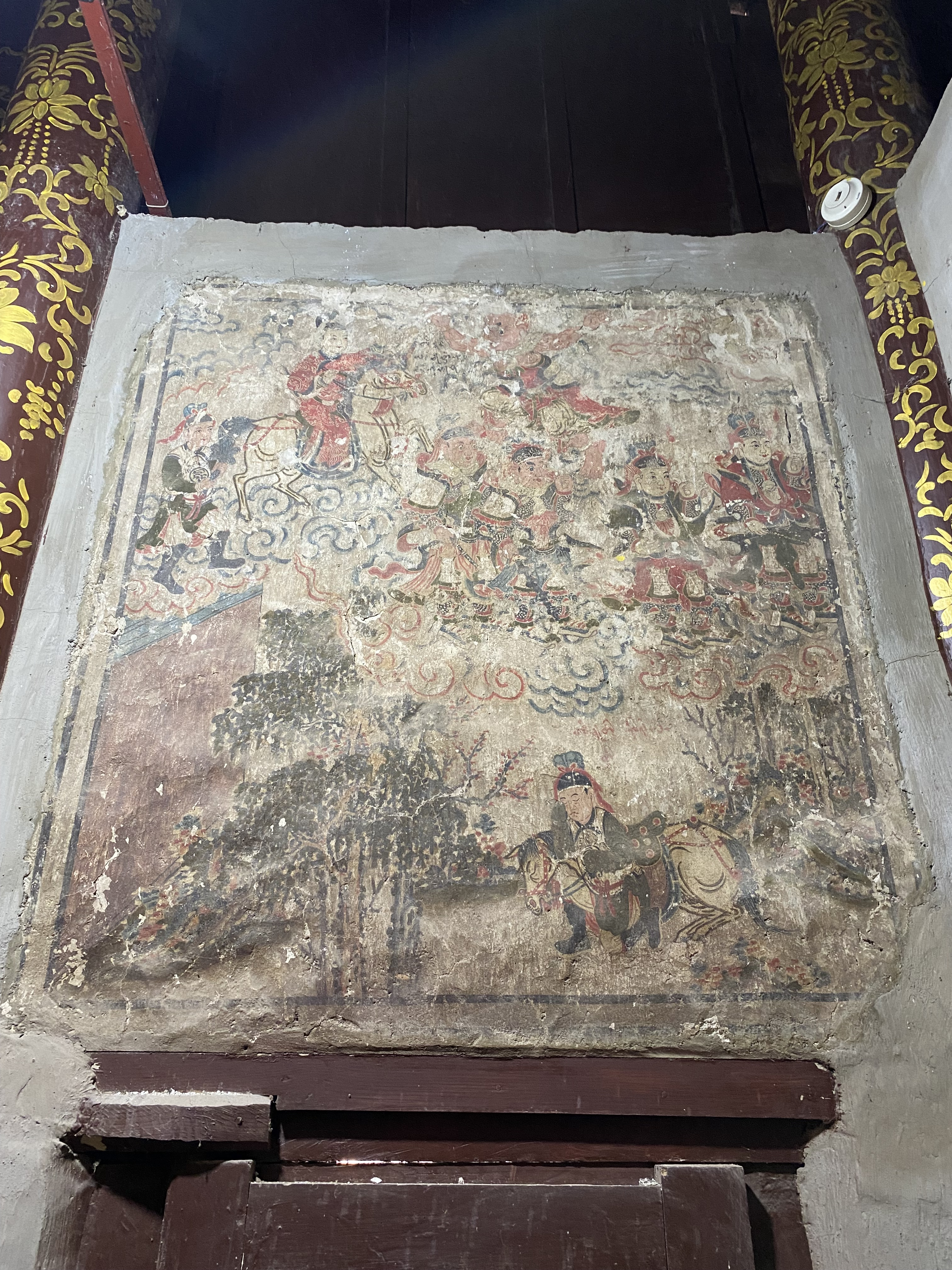
壁画
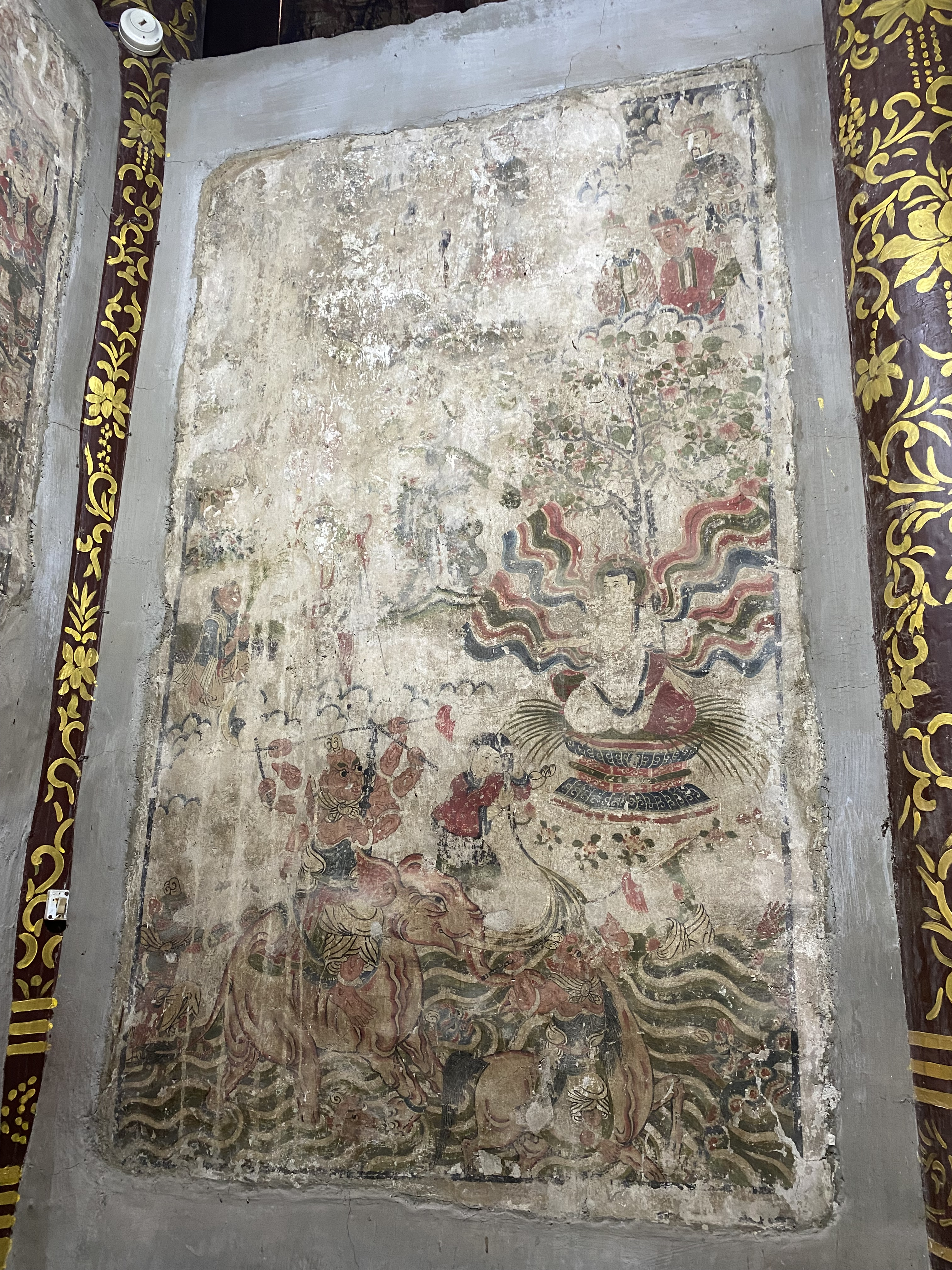
壁画
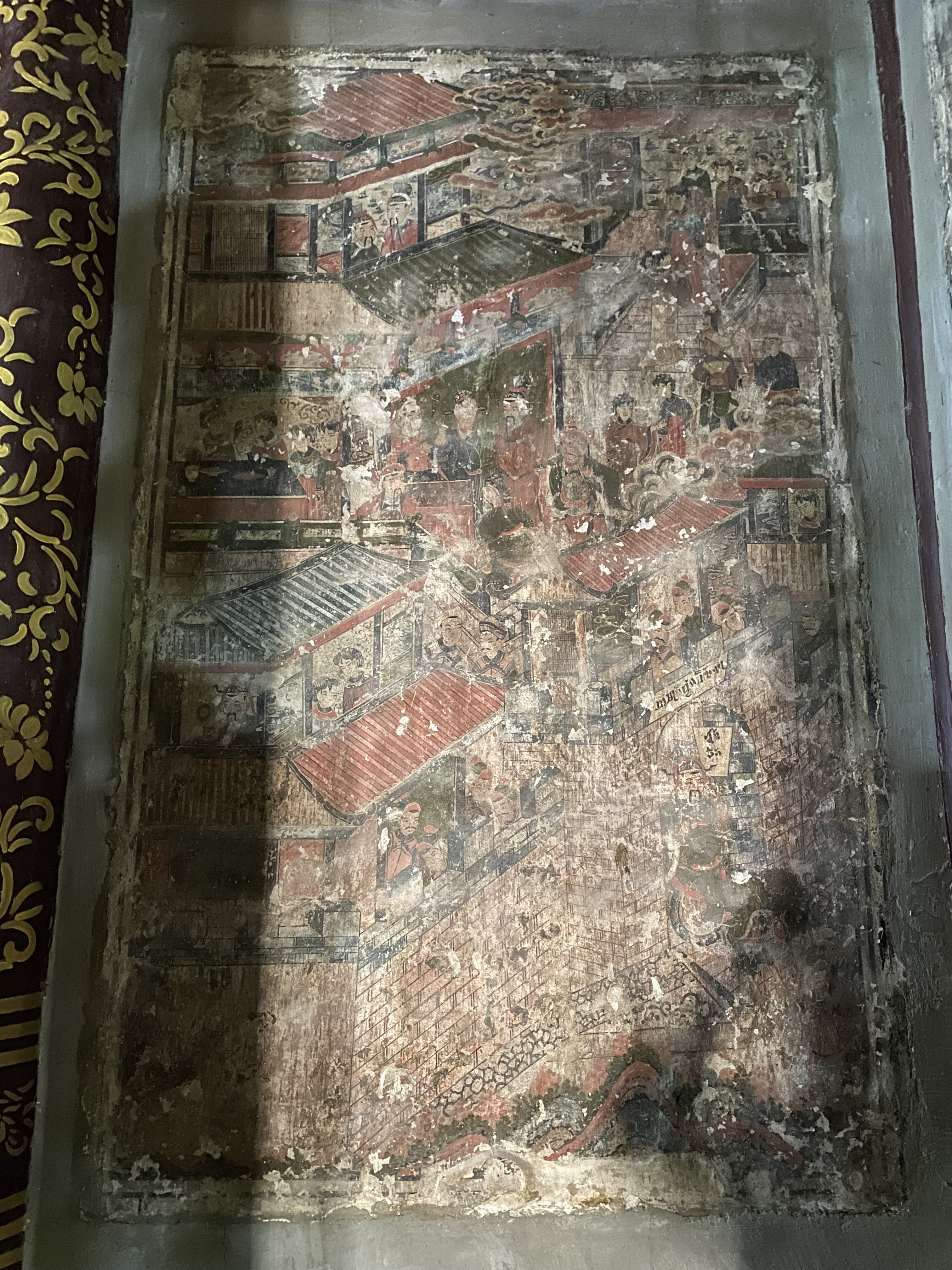
壁画
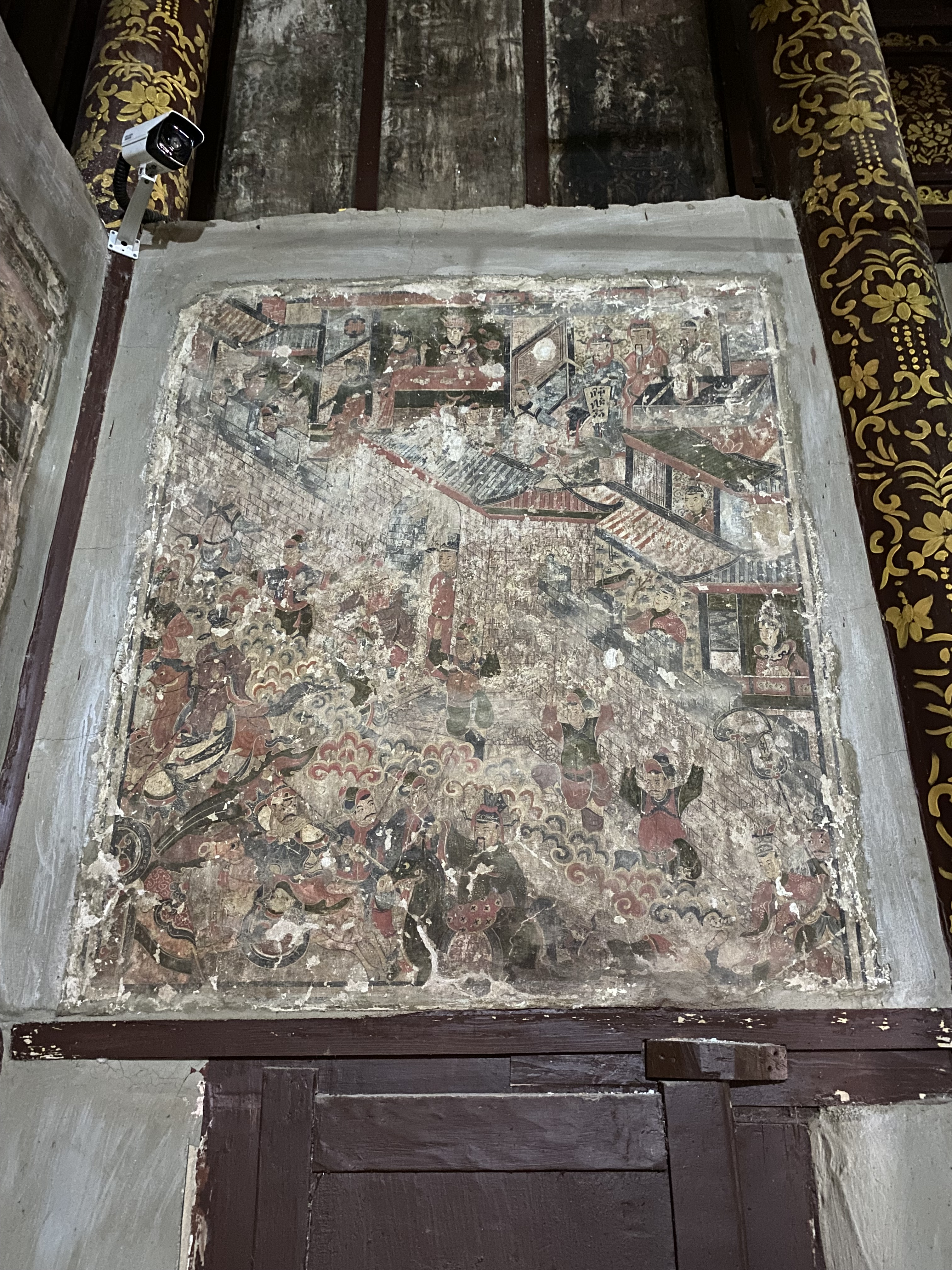
壁画
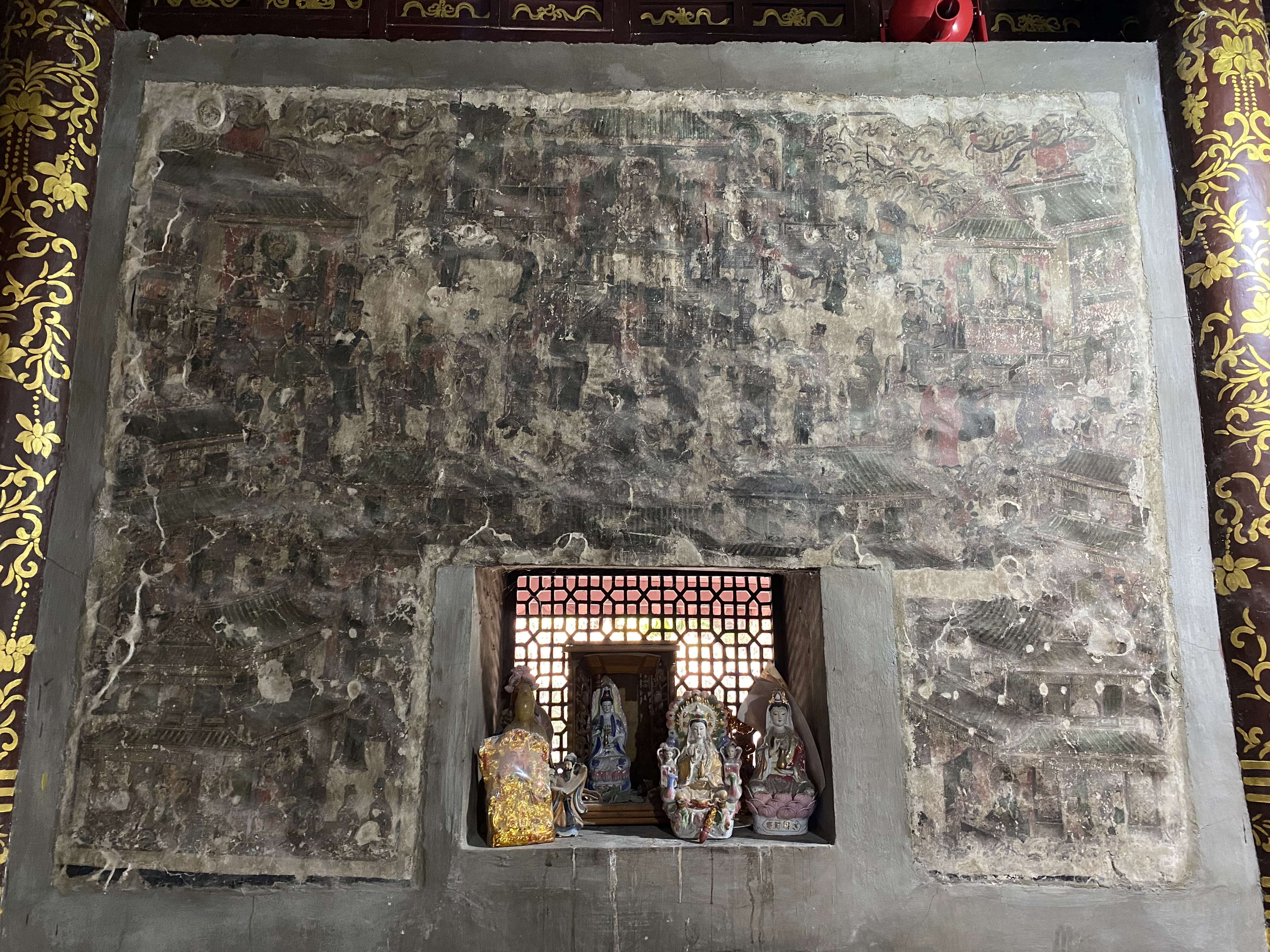
壁画
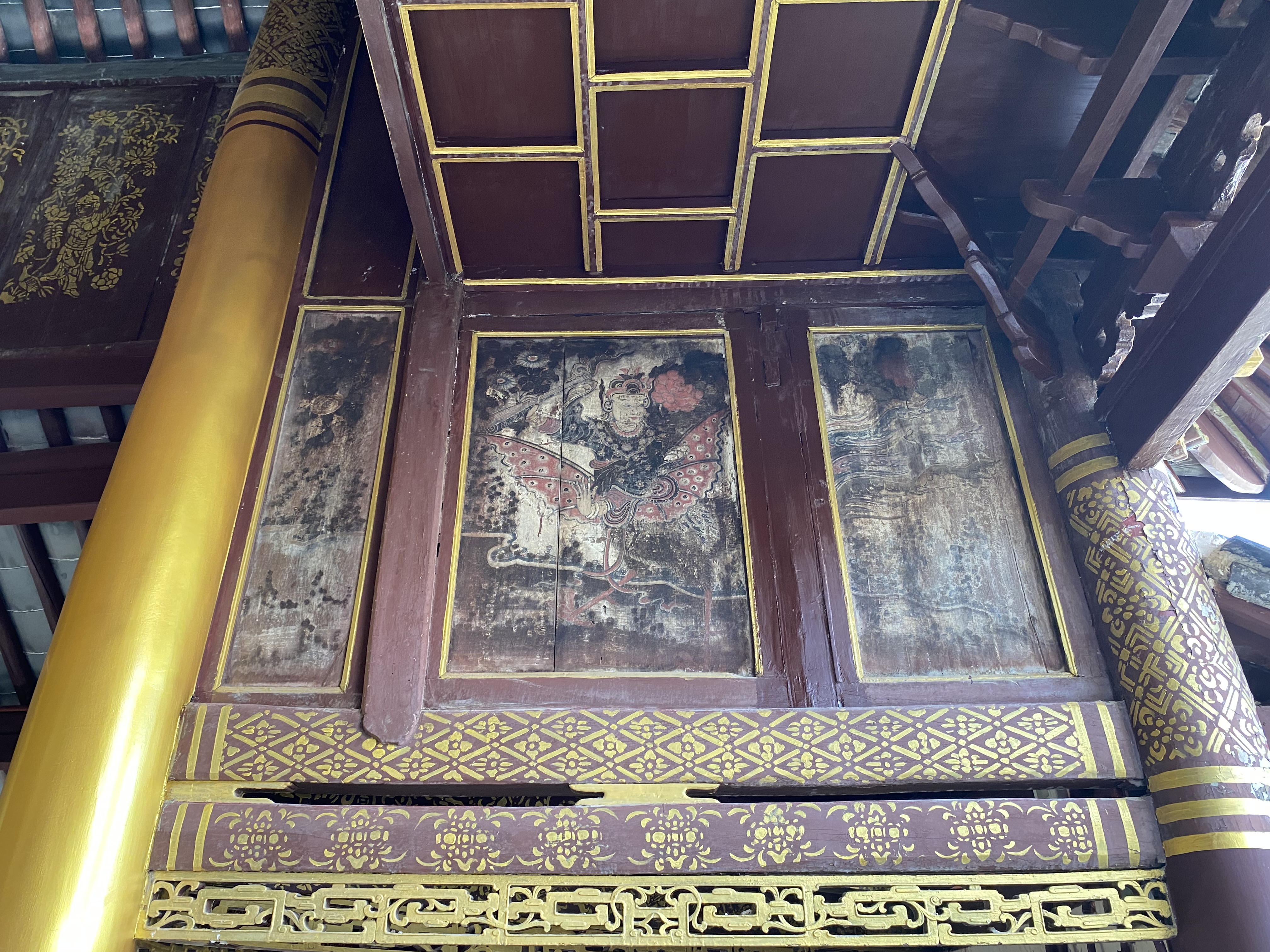
木板画
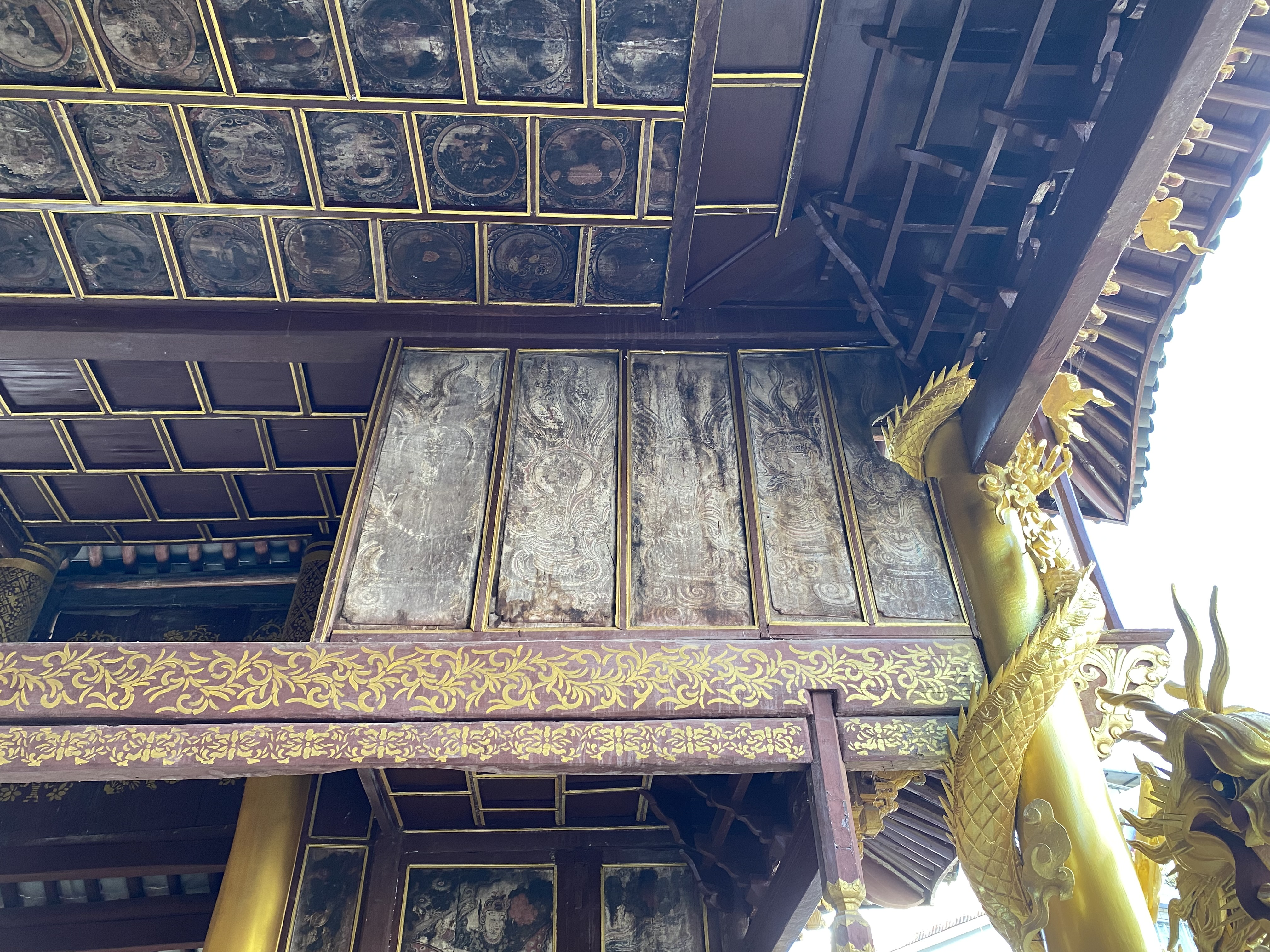
木板画